# Sheykh Abū ol Qāsem
Sheykh Abū ol Qāsem (persiska: شیخ ابو القاسم, Sheykh Abolqāsem) är en ort i Iran.   Den ligger i provinsen Khorasan, i den nordöstra delen av landet, 700 km öster om huvudstaden Teheran. Sheykh Abū ol Qāsem ligger 1 313 meter över havet och antalet invånare är 223.
Terrängen runt Sheykh Abū ol Qāsem är platt åt nordväst, men åt sydost är den kuperad.Runt Sheykh Abū ol Qāsem är det ganska glesbefolkat, med 25 invånare per kvadratkilometer. Närmaste större samhälle är Torbat-e Ḩeydarīyeh, 4,9 km norr om Sheykh Abū ol Qāsem. Omgivningarna runt Sheykh Abū ol Qāsem är i huvudsak ett öppet busklandskap.